# Cratyna crassistylata
Cratyna crassistylata är en tvåvingeart som först beskrevs av Frey 1948.  Cratyna crassistylata ingår i släktet Cratyna och familjen sorgmyggor.
Artens utbredningsområde är Finland. Inga underarter finns listade i Catalogue of Life.